# بئرخميس (شبام)
'

تعديل مصدري - تعديل

بئرخميس هي إحدى قرى عزلة شبام بمديرية شبام التابعة لمحافظة حضرموت، بلغ تعداد سكانها 122 نسمة حسب تعداد اليمن لعام 2004.